# Internalização
Internalização, em sociologia e outras ciências sociais, significa a aceitação de um indivíduo de um conjunto de normas e valores (estabelecidos por outros) através da socialização. John Finley Scott descreveu a internalização como uma metáfora na qual algo (ou seja, uma ideia, conceito, ação) se move de fora da mente ou personalidade para um lugar dentro dela.
O processo de internalização começa com o aprendizado de quais são as normas, e então o indivíduo passa por um processo de entender por que elas são valiosas ou por que elas fazem sentido, até que finalmente aceitam a norma como seu próprio ponto de vista. As normas internalizadas fazem parte da personalidade de um indivíduo e podem ser exibidas por suas ações morais. No entanto, também pode haver uma distinção entre o compromisso interno com uma norma e o que se exibe externamente. George Mead ilustra, através das construções da mente e do eu, a maneira pela qual as internalizações de um indivíduo são afetadas por normas externas.
Uma coisa que pode afetar o que um indivíduo internaliza são modelos. Os modelos de papel geralmente aceleram o processo de socialização e encorajam a internalização rapidamente, se alguém que um indivíduo respeita endossa um conjunto particular de normas, o indivíduo é mais propenso a aceitar e assim internalizar, essas normas. Isso é chamado de processo de identificação.  A internalização ajuda a definir quem são e a criar sua própria identidade e valores dentro de uma sociedade que já criou um conjunto normativo de valores e práticas para eles.
Internalizar é definido pelo Oxford American Dictionary como "tornar (atitudes ou comportamentos) parte da natureza da pessoa por aprendizagem ou assimilação inconsciente: as pessoas aprendem estereótipos de gênero e os internalizam". Através da internalização, os indivíduos aceitam um conjunto de normas e valores que são estabelecidos por outros indivíduos, grupos ou sociedade como um todo.
Lev Vygotsky, pioneiro de estudos psicológicos, introduziu a ideia de internalização em seus extensos estudos de pesquisa sobre desenvolvimento infantil. Vygotsky fornece uma definição alternativa para a internalização, a reconstrução interna de uma operação externa. Ele explica três etapas da internalização:
1. Uma operação que inicialmente representa uma atividade externa é reconstruída e começa a ocorrer internamente.
2. Um processo interpessoal é transformado em um processo intrapessoal.
3. A transformação de um processo interpessoal em um processo intrapessoal é o resultado de uma longa série de eventos de desenvolvimento.

A internalização é o mecanismo responsável pela transição entre o funcionamento intermental e o funcionamento intramental, Vigotsky a define como o processo de reconstrução interna de uma atividade externa; portanto, a internalização não representa uma transferência a partir do plano externo até um plano interno preexistente nem um processo passivo de cópia ou imitação - ou a partir - da atuação das pessoas mais especializadas que participam na interação. Em vez disso, devemos entendê-la como um processo mais ou menos lento, parcial, gradual e progressivo, no qual criamos e modificamos o funcionamento intramental, graças à reconstrução que a pessoa faz das formas de mediação e dos processos utilizados na atividade conjunta ou intermental.